# Holothuria impatiens
Holothurie bouteille
Espèce
Synonymes
- Fistularia impatiens Forsskål, 1775[1]

Holothuria (Thymiosycia) impatiens, l’Holothurie bouteille, est une espèce de concombres de mer de la famille des Holothuriidae. Elle est relativement ubiquiste, et a été décrite dans l'Ouest de l'Océan Indien, Amérique centrales et Caraïbes, et Méditerranée, mais il s'agit plus probablement d'un complexe d'espèces.

## Systématique
L'espèce Holothuria (Thymiosycia) impatiens a été décrite pour la première fois en 1775 par le naturaliste suédois Pehr Forsskål (1732-1763) sous le protonyme Fistularia impatiens.